# Charles Mix County
Charles Mix County ist ein Bezirk im Süden des US-Bundesstaates South Dakota an der Grenze zu Nebraska. Das U.S. Census Bureau hat bei der Volkszählung 2020 eine Einwohnerzahl von 9373 ermittelt. Der Verwaltungssitz (County Seat) ist Lake Andes.

## Geographie
Das County hat eine Fläche von 2979 Quadratkilometern; davon sind 136 Quadratkilometer (4,57 Prozent) Wasserflächen. Es grenzt im Uhrzeigersinn an folgende andere Countys: Brule County, Aurora County, Douglas County, Hutchinson County, Bon Homme County, Knox County, Boyd County und Gregory County.

## Geschichte
Das County wurde am 8. Mai 1862 gegründet und zwei Jahre später wieder aufgelöst. Im Jahr 1879 wurde das County erneut gebildet. Es wurde nach dem Indianeragenten und Offizier Charles H. Mix (1833–1909) benannt.

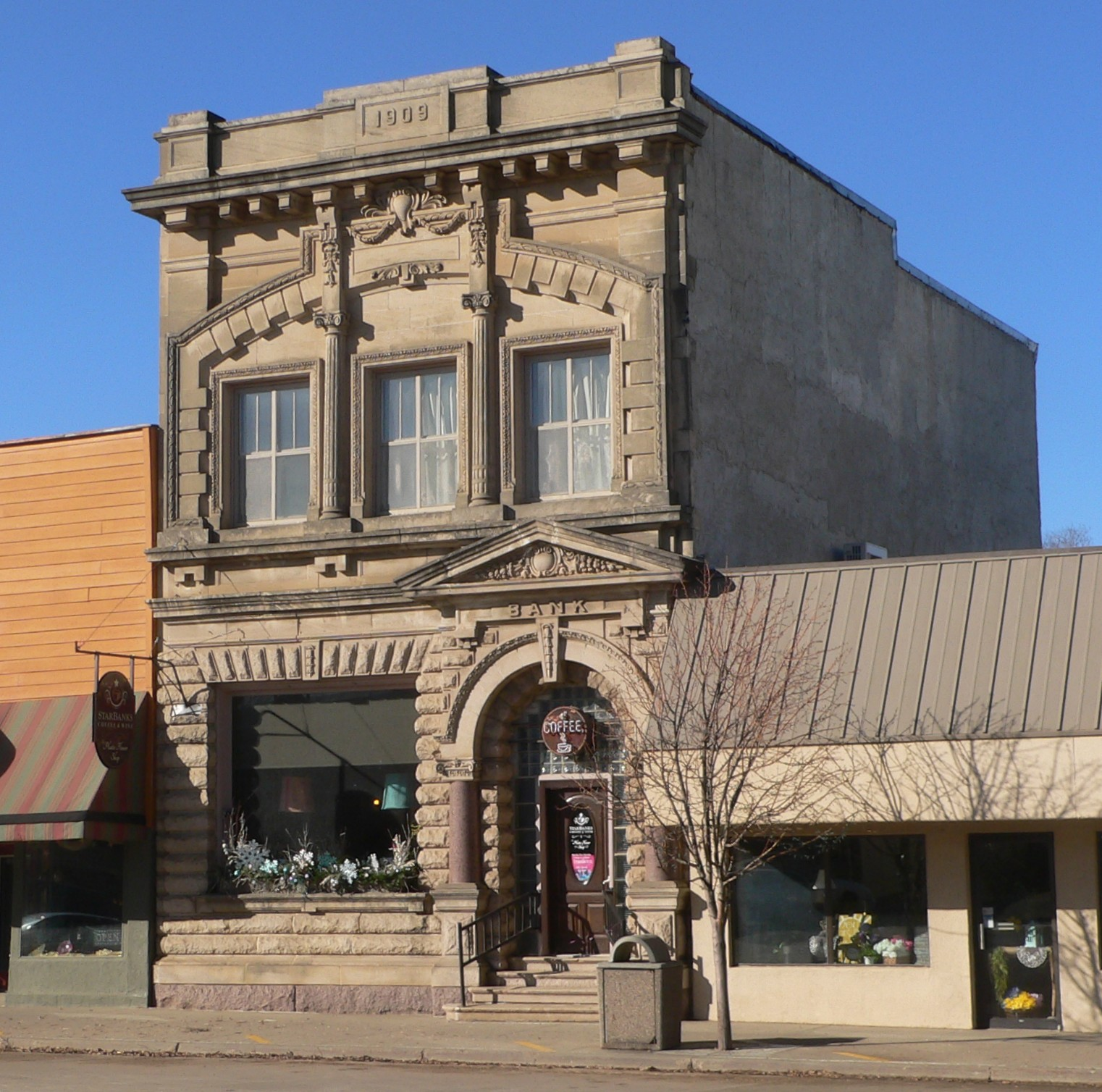
Die Farmers State Bank of Platte ist einer von 13 Einträgen des Countys im NRHP.

13 Bauwerke und Stätten des Countys sind im National Register of Historic Places (NRHP) eingetragen (Stand 30. Juli 2018).

## Städte
Städte (cities)
- Geddes
- Lake Andes
- Platte
- Wagner

Gemeinden (towns)
- Dante
- Pickstown
- Ravinia

Census-designated places
- Marty

## Townships
Das County ist in 24 Townships eingeteilt: Bryan, Carroll, Choteau Creek, Darlington, Forbes, Goose Lake, Hamilton, Highland, Howard, Jackson, Kennedy, La Roche, Lake George, Lawrence, Lone Tree, Moore, Platte, Plain Center, Rhoda, Roe, Rouse, Signal, Waheheh und White Swan; sowie ein unorganisiertes Territorium: Castalia.